# Mobilicity

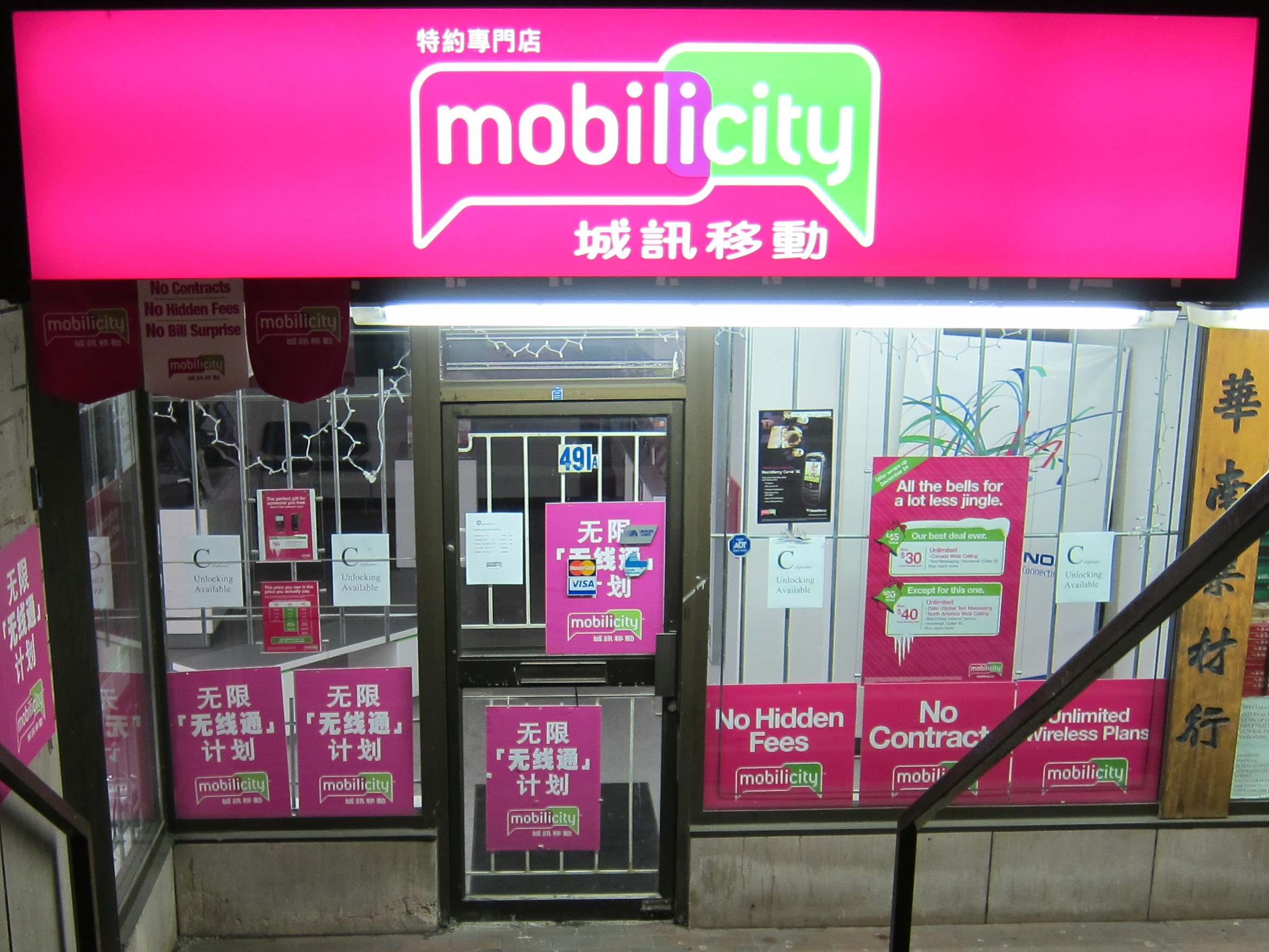
Boutique Mobilicity dans le Chinatown de Toronto

Mobilicity est un opérateur de téléphonie mobile canadien à bas coût. Ses activités sont concentrées dans cinq villes que sont Toronto, Edmonton, Vancouver, Ottawa et Calgary.

## Historique
Le nom original et officiel de la compagnie est DAVE Wireless. Fondée en 2008 par John Bitove, DAVE acquiert pour 243 millions de dollars canadiens les 10 MHz de spectre AWS qui serait surtout réservé à cinq grandes villes au pays.  
Dès le 7 janvier 2010, DAVE Wireless ajouta de l'information à son site web. Le nom Mobilicity est annoncé le mois suivant pour identifier l'opérateur. La société commence à offrir ses services à Toronto dès le 15 mai 2010.  Le 17 novembre de la même année, Mobilicity étend son service mobile aux villes d'Edmonton et de Vancouver, suivi de la région d'Ottawa la journée suivante. Malgré le fait que Mobilicity ne vise pas les clients francophones, son service est offert dans le sud de Gatineau. 
Mobilicity ajoute la ville de Calgary à son réseau le 28 avril 2011. Il s'agit alors de la dernière ville ajoutée au réseau de Mobilicity.
En juin 2015, Rogers acquiert l'opérateur mobile Mobilicity pour 440 millions de dollars canadiens, en plus de signer l'achat de fréquences à Shaw Communications pour 100 millions de dollars canadiens. Dans le même temps, Rogers vend des fréquences à Wind Mobile, dans le but d'avoir l'aval du gouvernement pour ses acquisitions.

## Réseau
Le réseau de Mobilicity utilise le spectre Advanced Wireless Services (AWS), aux fréquences de 1 700 MHz et de 2 100 MHz.

## Produits

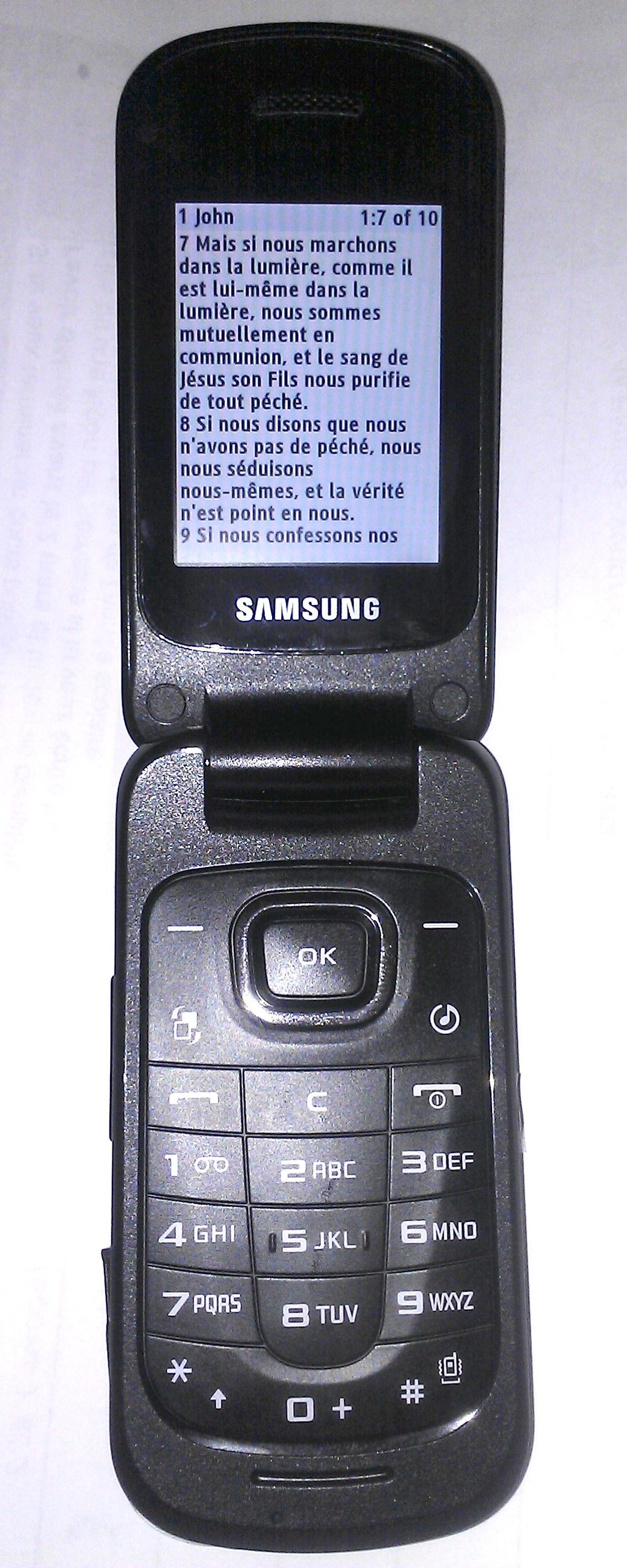
Le Samsung C414Y est un téléphone de base disponible chez Mobilicity.

Plusieurs produits sont disponibles chez Mobilicity.  Bien que le fournisseur vend surtout des téléphones intelligents, d'autres types de produits sont également disponibles.  La période pour un remboursement ou un échange est présentement de sept jours, tant et autant que le produit n'a pas été utilisé pour plus de 30 minutes d'appels.  Auparavant, la période était de 30 jours avec la même restriction d'appels.  Les périphériques sont vendus avec une garantie limitée de 365 jours.
Certains détaillants offrent également des ensembles "Prépayé Illimité", anciennement nommés "Illimité Tout-Aller".  Ces ensembles comprennent un téléphone simple ou intelligent, une carte SIM et un à trois mois du forfait appels et textos illimités sur le réseau Mobilicity. Une oreille Bluetooth ou l'accès à Internet mobile sont quelques ajouts qui peuvent parfois être compris dans de tels ensembles.

## Sources
1. ↑  Canada's Rogers says to buy Mobilicity, Shaw airwaves, Alastrair Sharp et Allison Martell, Reuters, 24 juin 2015
2. ↑  (en) « My phone is not working as it should, how can I get it fixed under warranty? - Mobilicity FAQ » [archive du 29 septembre 2010], Mobilicity (consulté le 25 novembre 2011)